# آرزو (آلبوم)
 آرزو نام یک آلبوم موسیقی اثر معین، هنرمند ایرانی است که در سبک پاپ و سنتی تهیه شده و دارای ۶ آهنگ است.

## فهرست آهنگ‌ها
آرزو
| آلبوم آرزو، شرکت ترانه، ۱۳۶۳ |                   |                      |                      |
| آهنگ                         | ترانه سرا         | آهنگساز              | تنظیم                |
| آرزو                         | ترانهٔ محلی        | ترانهٔ محلی           | استاد حسن شماعی زاده |
| کوچه                         | مسجدی             | معین                 | استاد حسن شماعی زاده |
| راز                          | دکتر قدمعلی رسامی | حسن یوسف زمانی       | نَوید نَحوی            |
| پنجره                        | سَنا               | برازنده              | نوید نَحوی            |
| بیا دستَم بگیر                | مسعود آذری        | استاد حسن شماعی زاده | استاد حسن شماعی زاده |
| محض ِ رضای ِ خدا               | محمد حیدری        | محمد حیدری           | محمد حیدری           |